# 121817 Szatmáry
A 121817 Szatmáry (ideiglenes jelöléssel 2000 AP246) a Naprendszer kisbolygóövében található aszteroida. Sárneczky Krisztián és Kiss László fedezték fel 2000. január 2-án. A kisbolygót dr. Szatmáry Károly csillagász, matematika–fizika tanárról, a Szegedi Csillagvizsgáló vezetőjéről nevezték el.

## Kapcsolódó szócikk
- Kisbolygók listája (121501–122000)